# 市川経好
市川 経好（いちかわ つねよし）は、戦国時代から安土桃山時代にかけての武将。吉川氏の一門で毛利氏の家臣。山口奉行を務める。初めは吉川経好、平城経好と名乗り、後に市川経好と名字を改める。

## 生涯
永正17年（1520年）、吉川経世の嫡男として生まれる。
天文16年（1547年）、父・経世と共に従兄の吉川興経を廃して毛利元就の次男・元春を養嗣子に迎えるために尽力した。同年閏7月22日、父・経世、弟・今田経高と共にが連署の血判起請文によって、毛利元就、隆元、元春への忠誠を誓い、閏7月25日に元就、隆元、元春は返答の連署起請文を送っている。
天文18年（1549年）12月7日、毛利氏家臣の粟屋元宗に対して吉川元春を奉戴することを毛利氏に対して誓う血判起請文を提出し、12月18日には井上元有、児玉元良、粟屋元宗に対して起請文の披露を依頼する書状を送った。なお、この時の経好は「平城式部少輔経好」と名乗っている。
天文19年（1550年）1月12日、経好が提出した血判起請文に対して毛利元就と吉川元春が連署の起請文を送り、元春に対して別心を抱くものがあれば親兄弟であっても同心しない旨を誓った経好を事の大小によらず頼みとする旨を誓約している。
同年9月27日、毛利元就の命を受けた熊谷信直や天野隆重らが、安芸国布川の居館で隠居していた吉川興経を襲撃し、興経は子の千法師と共に殺害された。この事件について経好は思うところがあったためか加増された安芸国市川邑に一時は蟄居したものの、元就から数度の招聘を受けて出仕したとされる。それ以後、在名から名字を「吉川（平城）」から「市川」へと改めている。
弘治3年（1557年）にはその行政手腕が認められて山口奉行に就任し、防長経略後に毛利氏の支配下に入った周防国山口を治めて、高嶺城に入った。
永禄10年（1567年）7月19日、毛利輝元から「伊豆守」の受領名を与えられた。
永禄12年（1569年）に大友宗麟の支援を受けた大内輝弘が豊後国より出陣し、周防に上陸。高嶺城を包囲する。この時経好は北九州において立花山城をめぐって大友氏と対陣中であり、城には妻の市川局と僅かな家臣、守備兵しかいなかった。しかし市川局は城兵を指揮して大内軍を撃退し、見事に城を防衛した（大内輝弘の乱）。この功績により、天正5年（1577年）閏7月6日に市川局は毛利輝元より感状を受けている。
天正6年（1578年）3月6日、長男の元教が大友氏と内通して反乱を企てていることを知った経好は、内藤元輔や雑賀隆利らを遣わして元教を討ち取り、毛利氏への忠誠を示した。以後は次男の元好を嫡男となった。
天正12年（1584年）10月29日に死去。享年65。次男の元好が後を継いだ。